# Międzynarodówka (organizacja)
Międzynarodówka – organizacja międzynarodowa skupiająca partie polityczne o podobnej orientacji ideologicznej. Pierwsze międzynarodówki były tworzone w XIX wieku przez organizacje socjalistyczne.
Międzynarodówki socjalistyczne i komunistyczne:
- I Międzynarodówka (Międzynarodowe Stowarzyszenie Robotników) (28 września 1864 – 1876)
- II Międzynarodówka – (14 lipca 1889 – 1923)
- Międzynarodówka 2 i 1/2; (Międzynarodowa Wspólnota Pracy Partii Socjalistycznych, Międzynarodówka Wiedeńska) – 22 lutego 1921 – 21 maja 1923)
- III Międzynarodówka (Międzynarodówka Komunistyczna, Komintern) – (2 marca 1919 – 15 maja 1943)
- Socjalistyczna Międzynarodówka Robotnicza – (25 maja 1923 – 1940)
- IV Międzynarodówka (trockistowska) – od 1938 roku.

Ważniejsze istniejące międzynarodówki:
- Międzynarodówka Socjalistyczna – od 1951 roku
- Międzynarodówka Liberalna – od 1947 roku
- Międzynarodówka Chrześcijańsko-Demokratyczna – od 1961 roku (do 1982 roku pod nazwą Światowa Unia Chrześcijańskich Demokratów)
- Międzynarodowa Unia Demokratyczna (konserwatywna)
- Międzynarodówka Federacji Anarchistycznych – od 1968
- Międzynarodowe Stowarzyszenie Pracowników (anarchosyndykalistyczna) – od 1922

Ponadto działają np. Zieloni Globalni, Progressive Alliance czy Pirate Parties International.